# 刘家冲水库
刘家冲水库是中国湖北省宜昌市当阳市境内的一座水库，位于漳河支流上，建于1974年。水库正常库容为768万立方米，集雨面积为7平方千米，海拔为72米。